# Vera Sztyepanovna Lantratova
Vera Sztyepanovna Lantratova (Baku, 1947. május 11. – 2021. április 19.) olimpiai, világ- és Európa-bajnok szovjet válogatott orosz röplabdázó.

## Pályafutása
A bakui Nyeftcsi csapatában játszott, ahol két bajnoki bronzérmet szerzett a szovjet bajnokságban. 1966-ban ifjúsági Európa-bajnokságot nyert. 1967 és 1970 között a szovjet válogatott tagja volt. 1967-ben Európa-, 1968-ban olimpiai, 1970-ben világbajnok lett a csapattal.
1971-ben az Azerbajdzsáni Politechnikai Intézetben szerzett diplomát. Sportpályafutása befejezése után a Bakui Felsőfokú Pártiskola osztályvezetőjeként dolgozott. Később Leningrádba költözött, ahol testnevelő tanárként dolgozott egy középiskolában.

## Sikerei, díjai
- Olimpiai játékok
  - aranyérmes: 1968, Mexikóváros
- Világbajnokság
  - aranyérmes: 1970, Bulgária
- Európa-bajnokság
  - aranyérmes: 1967, Törökország